# Farmacia hospitalaria
La Farmacia Hospitalaria es una especialización profesional farmacéutica que surge con el desarrollo de los grandes hospitales en la segunda mitad del siglo XX. Las necesidades de Atención Farmacéutica y de Gestión de medicamentos en los modernos hospitales precisan claramente de una formación específica.

## Formación en Farmacia Hospitalaria
La farmacia hospitalaria es una especialidad farmacéutica que se ocupa de servir a la población en sus necesidades farmacéuticas, a través de la selección, preparación, adquisición, control, dispensación, información de medicamentos y otras actividades orientadas a conseguir una utilización apropiada, segura y económica de los medicamentos y productos sanitarios, en beneficio de los pacientes atendidos en el hospital y en su ámbito de influencia.
Pudiéndose consultar el Programa Nacional de la especialidad Farmacia Hospitalaria en la página web de la Sociedad Española de Farmacia Hospitalaria:

## De 1997 a 2005
- 2003. Se consigue indexar la revista de Farmacia Hospitalaria en el Index Medicus de Medline.
- 1999. Se crea la lista de correo SEFH para comunicación de noticias entre los socios de la misma.

## De 1984 a 1995
- 1991. La SEFH publica uno de los documentos más importantes para la especialidad “Requisitos de acreditación de Unidades Docentes y Programa para la formación de especialistas en Farmacia Hospitalaria” elaborado por la Comisión Nacional de Farmacia Hospitalaria.
- 1990. El Parlamento español aprueba la Ley del Medicamento, que consolida la estructura del servicio de Farmacia hospitalaria como unidad básica para el uso racional del medicamento y la especialización como acceso a dicha unidad.
- 1989. Se cambia el nombre de la revista de la Sociedad. La nueva denominación pasa a ser Farmacia Hospitalaria.
- 1988. Se crea en la AEFH un a Secretaría General Técnica con sede permanente en Madrid. Se cambia el nombre de la Asociación; la nueva denominación pasa a ser Sociedad Española de Farmacia Hospitalaria (SEFH)
- 1987. La AEFH que figuraba como asociación adherida se integra con pleno derecho a la Asociación Europea de Farmacéuticos de Hospitales.
- 1986. Publicación de RD 2708/1982 de 15 de octubre y la publicación de la OM de 10 de diciembre de 1984, por la que se desarrollaba la disposición transitoria tercera de dicho RD y que permitió en el año 1986 conceder los primeros títulos de especialista.
- 1984. Se crea la comisión Nacional de la Especialidad de Farmacia Hospitalaria, en la cual la AEFH tiene un miembro permanente. Su misión es el establecimiento de los requisitos para la acreditación docente de los servicios de farmacia hospitalaria.

## De 1971 a 1982
- 1980. La AEFH elabora un programa de formación denominado Guía para la formación de especialistas en farmacia hospitalaria. La revista de la AEFH presenta un programa de formación continuada para farmacéuticos de hospital bajo el nombre de Educoti- Farma.
- 1978. Los estatutos sufren una nueva modificación y aprobación en la XXIII Asamblea General. A partir de este año las reuniones se convierten en congresos anuales, celebrándose la Asamblea General anual de los actos del mismo. AEFH celebra un simposio internacional sobre envasado de medicamentos en dosis unitarias.
- 1977. Se producen dos hechos trascendentales: la publicación de la OM de 1 de febrero por la que se regulan los servicios de farmacia de los hospitales, y la OM de 1 de diciembre por la que se regula la formación de postgraduados contemplándose por primera vez la figura de los farmacéuticos residentes (FIR) en farmacia hospitalaria incluyéndose en ella a servicio de farmacia para la formación de los FIR.
- 1976. Se acuerda la realización de un boletín informativo para comunicación entre miembros de la entonces denominada AEFH.
- 1972. En la XVII Asamblea celebrada en Pamplona se aprueban los nuevos estatutos y la Asociación pasa a denominarse, Asociación Española de:Farmacéuticos de Hospitales.
- 1971. La Junta Directiva de la asociación en su XVI Asamblea celebrada en Rosas decide abrir el grupo a todos los profesionales tanto civiles como militares.

## De 1955 a 1970
- 1967. Seguridad Social crea en sus hospitales sus propios Servicios de Farmacia. Este hecho trascendental implica la creación de servicios de farmacia en todos los hospitales de la SS de nueva construcción. La AEFH decide que las Asambleas se celebrarán en las distintas zonas del:Estado

- 1955. Se constituye en Madrid la Asociación Nacional de Farmacéuticos de Hospitales Civiles (AEFH) que está integrada por farmacéuticos al servicio de las instituciones benéficas, sanitarias y asistenciales.

Los servicios de farmacia hospitalaria, en España, son, por Ley, Servicios Generales Clínicos. Sus funciones fueron descritas por la legislación (Ley del Medicamento de 1990). Jerárquicamente suelen depender de la dirección médica del hospital al igual que los servicios de Análisis Clínicos, Microbiología o Medicina Nuclear entre otros. En resumen, son responsables de la adquisición, conservación, dispensación y elaboración de medicamentos así como de la selección y evaluación de medicamentos, la información farmacoterapéutica, las actividades de farmacocinética clínica, de farmacovigilancia, el control de productos en fase de investigación clínica y la realización de estudios de utilización de medicamentos. Son responsables de coordinar las comisiones de farmacia y terapéutica de los hospitales y de elaborar y mantener las guías o formularios farmacoterapéuticos. Es decir, cumplen funciones de gestión, logísticas, y clínicas tanto con fines asistenciales, docentes como de investigación.
En España, desde 1977 se estructura la especialidad profesional de Farmacia Hospitalaria a través del sistema FIR (Farmacéutico interno residente) del sistema sanitario público. Un examen a nivel nacional (prueba FIR, al igual que las pruebas para médicos -MIR-, biólogos -BIR- y químicos -QIR-) selecciona anualmente los candidatos a cursar esta especialización.
Con una duración de cuatro años (inicialmente se cursaban tres años al que posteriormente se añadió un cuarto año de rotaciones por servicios médicos), los farmacéuticos residentes adquieren conocimientos y habilidades para desarrollar actividades cada vez más complejas y sofisticadas, que van desde la moderna logística de medicamentos a la monitorización farmacoterapéutica en pacientes individuales.
Además de la Farmacia Hospitalaria en España existen otras cinco especializaciones farmacéuticas profesionales que exigen residencia en centros hospitalarios, si bien (a diferencia de la especialización en Farmacia Hospitalaria) los licenciados en Farmacia deben en este caso competir con otros profesionales sanitarios (médicos y biólogos):

## Otras especialidades para Farmacéuticos Internos Residentes
- Farmacéutico Interno Residente, Análisis Clínicos
- Farmacéutico Interno Residente, Bioquímica Clínica
- Farmacéutico Interno Residente, Inmunología
- Farmacéutico Interno Residente, Microbiología y Parasitología
- Farmacéutico Interno Residente, Radiofarmacia